# ألبيرتو ميليان
ألبيرتو ميليان (بالإسبانية: Alberto Melián) (مواليد 2 يناير 1990) هو ملاكم أرجنتيني، مثّل بلاده في الألعاب الأولمبية الصيفية 2012.

## روابط خارجية
- ألبيرتو ميليان على موقع IMDb (الإنجليزية)

ألبيرتو ميليان على موقع بوكس ريك (الإنجليزية) (registration required)
- ألبيرتو ميليان على موقع اللجنة الأولمبية الدولية (الإنجليزية)
- ألبيرتو ميليان على موقع أوليمبيديا (الإنجليزية)
- ألبيرتو ميليان على موقع اللجنة الأولمبية الأرجنتينية (الإسبانية)
- ألبيرتو ميليان على موقع اللجنة الأولمبية الأرجنتينية (الإسبانية)